# Lakota, Coasta de Fildeș
Lakota este o comună din regiunea Sud-Bandama, Coasta de Fildeș.